# Victor Jorgensen

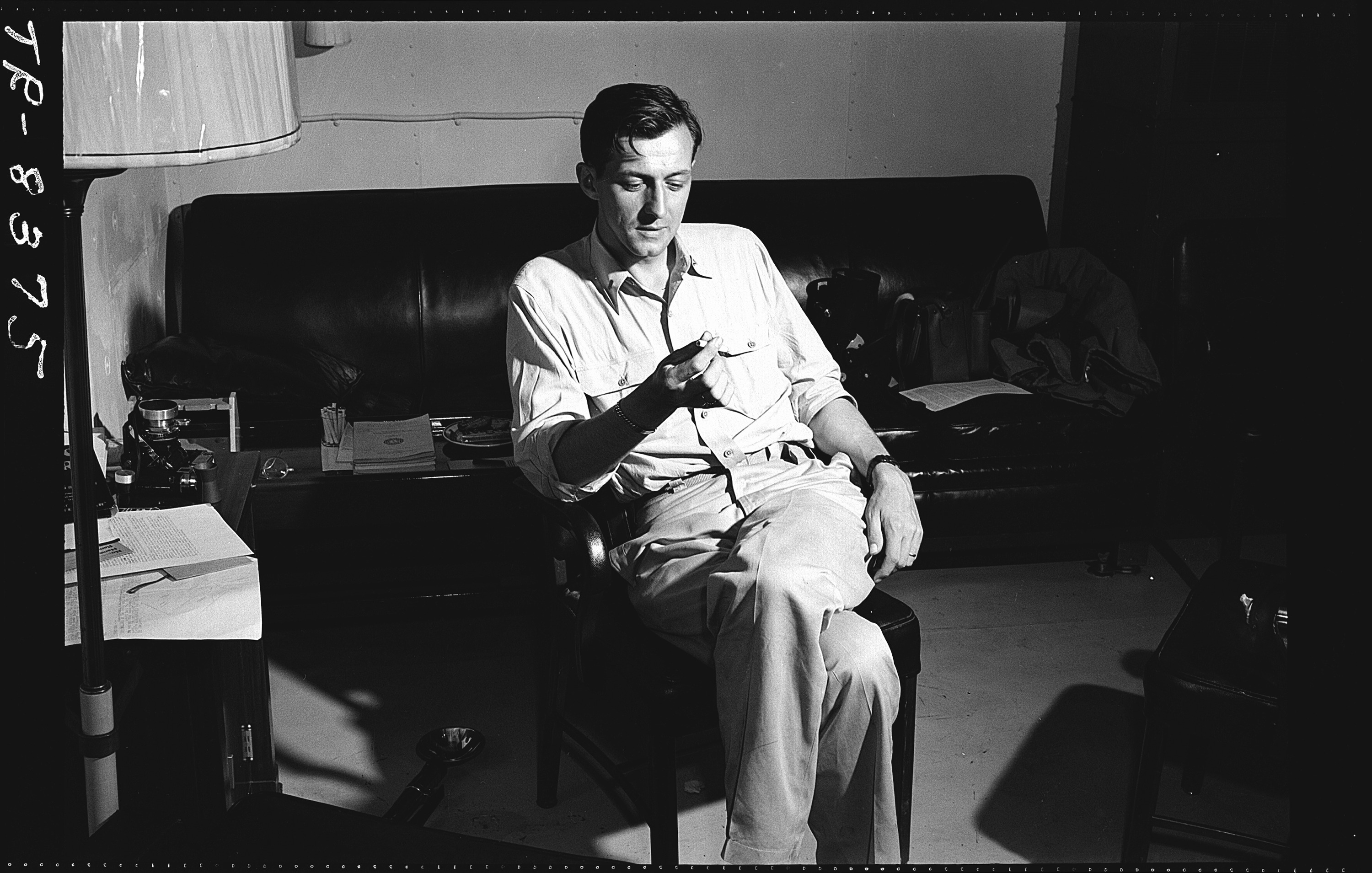
Victor Jorgensen, fotografiert von Edward Steichen auf der Lexington, um 1943

Victor Jorgensen (8. Juli 1913 in Portland, Oregon – 14. Juni 1994 in West Linn, Oregon) war ein US-amerikanischer Fotojournalist und Kriegsberichterstatter im Dienst der US Navy.
Er wurde bekannt durch eine Fotografie vom V-J-Day, dem 14. August 1945, Tag des Sieges der USA über Japan, an dem er eine Szene einfing, in der ein Soldat freudig erregt am Times Square in New York eine Frau küsst. Dieselbe Szene wurde auch von Alfred Eisenstaedt fotografiert, aus besserem Winkel und in dramatischerer Komposition. Das Jorgensen-Bild erschien tags darauf in der New York Times. Das Eisenstaedt-Bild wurde zwar erst knapp zwei Wochen später im Magazin Life abgedruckt, als V-J Day in Times Square jedoch weltberühmt.

## Leben
Jorgensen besuchte die University of Oregon und das Reed College. Am 17. Juni 1935 heiratete er Betty Price und im Jahr 1936 schloss er sein Studium ab. Danach ging er zur Tageszeitung The Oregonian, bei der er sich vom copy boy, dem Kopierjungen, zum Nachtredakteur hocharbeitete. Beim Oregonian begann er auch zu fotografieren und als der Zweite Weltkrieg ausbrach, war er bereits ein anerkannter Fotograf.
1942 wurde Jorgensen zur United States Navy eingezogen und dort von dem namhaften Fotografen Edward Steichen als eines der sechs Gründungsmitglieder der Naval Aviation Photographic Unit ausgewählt. In den ersten beiden Jahren diente er auf den Flugzeugträgern Lexington, stationiert auf den Gilbertinseln, und Monterey, stationiert auf der Inselgruppe der Marianen. Danach wechselte er auf den Zerstörer Albert W. Grant, war während Douglas MacArthurs Rückeroberung der Philippinen im Landeinsatz auf Borneo und den Philippinen tätig und beendete seinen Kriegsdienst im Frühjahr 1945 auf dem Lazarettschiff Solace, das vor Okinawa stationiert war. Er dokumentierte das tägliche Leben der Marinesoldaten, von der Langeweile über die Furcht bis zur völligen Erschöpfung. Während er im Juni und Juli 1944 auf der Monterey stationiert war, wurde im vorderen Aufzugsschacht des Flugzeugträgers Basketball gespielt. Jorgensen wusste damals nicht, dass einer der Soldaten auf seinem Bild – Gerald Ford – dreißig Jahre später, nach dem Rücktritt Nixons, amerikanischer Präsident werden würde.
Steichen und Jorgensen haben, wie das unter befreundeten Fotografen so Sitte ist, einander wechselseitig fotografiert. In Stil und Narrativ sind die beiden bekannten Bilder höchst unterschiedlich. Während Steichen seinen jüngeren Kollegen in einer reflektierenden Stimmung zeigt, die Augen gesenkt, als wäre kein Krieg, wählt Jorgensen für das Porträt seines Chefs eine nachgerade heroische Pose, angespannt, Blick in die Ferne gerichtet, schwebend hoch über den Flugzeugen des Flugzeugträgers, die entweder gerade startklar gemacht werden oder soeben gelandet sind. Das Meer ist bewegt. Beide Bilder sind auf dieser Seite reproduziert.

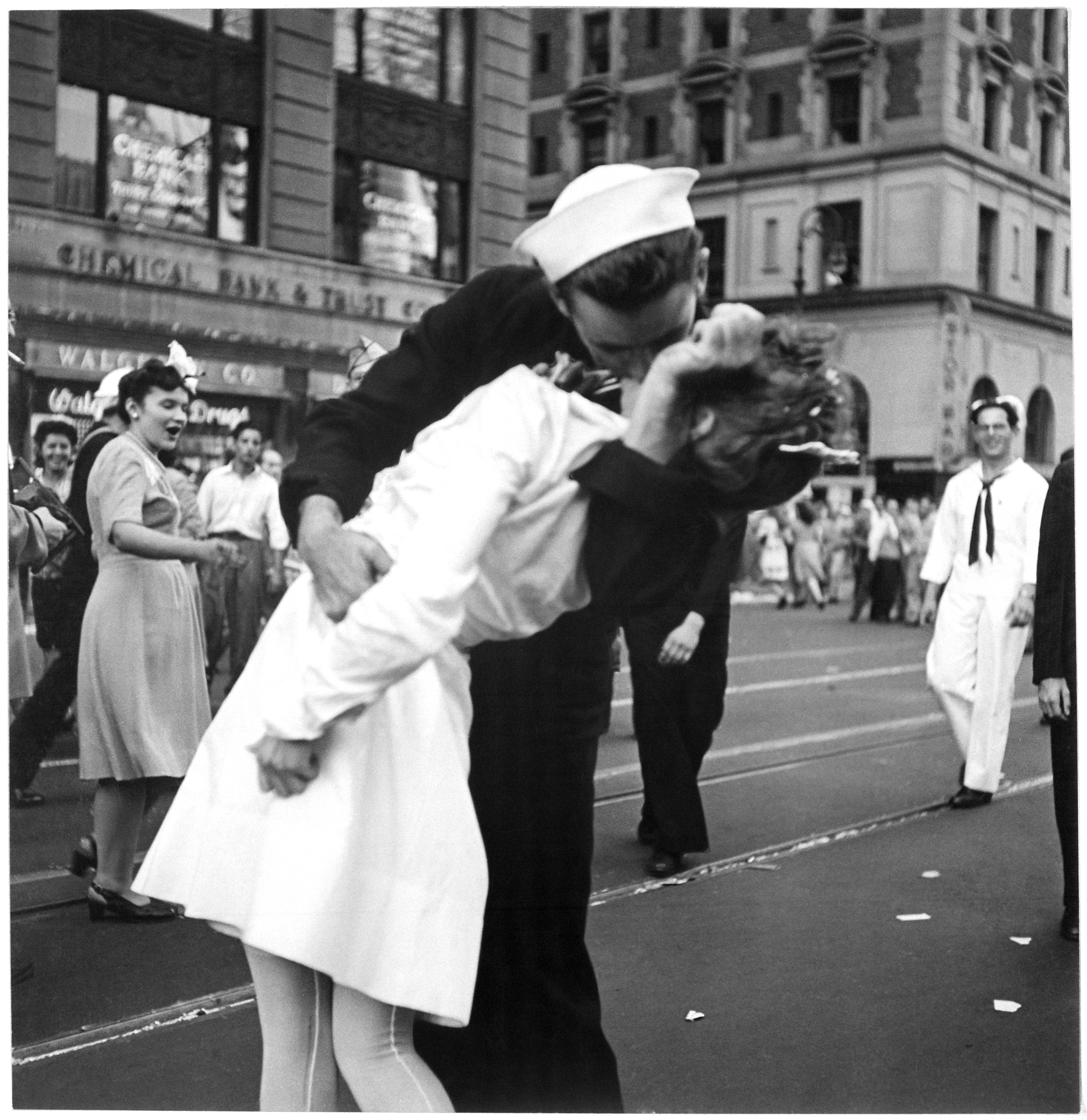
Soldat küsst Frau am V-J-Day, dem Tag des Sieges über Japan, am Times Square in New York, 14. August 1945

Am 14. August 1945, bei den Feiern zum Sieg über Japan, hatte er das Glück, am Times Square zu stehen und den Moment überbordender Freude und Ausgelassenheit einzufangen, zugleich aber das Pech einer ungünstigeren Position als sein Kollege Alfred Eisenstaedt. Während dessen Bild weltberühmt wurde, laut New York Times ein Klassiker, stand sein Bild als meat-and-potatoes shot („Fleisch-und-Kartoffel-Schuss“) stets im Hintergrund. Zugleich belegt es jedoch die Authentizität der Eisenstaedt’schen Komposition und verhinderte von Anbeginn an den Verdacht, der Life-Fotograf könnte die Szene gestellt haben. Die New York Times beschrieb die Szene im Jahr 2010 als „bestimmendes Bild des amerikanischen Jahrhunderts, eines Bildes, welches die Freude einer Nation im Augenblick ihres größten Triumphes ausdrückt“. Jorgensens Fotografie der Szene wurde während seines Dienstes in der US Navy aufgenommen. Dadurch ist sie, wie auch alle seine Kriegsbilder, in der National Archives and Records Administration archiviert und gemeinfrei (während Eisenstaedts Aufnahme noch bis 2065 dem Copyright-Schutz unterliegt).
Im Jahr 1946 schied Jorgensen im Range eines Lieutnants aus dem Militärdienst aus, bereiste in den folgenden zehn Jahren gemeinsam mit seiner Ehefrau weite Teile der Welt und erstellte Reportagen. Das Ehepaar bildete ein photographer researcher team und publizierte in einer Reihe namhafter amerikanischer Zeitschriften und Magazine, darunter Fortune, Saturday Evening Post, Collier’s, Life und das Ladies Home Journal. Jorgensen fungierte auch als Präsident der American Society of Media Photographers, setzte sich für Mindestlöhne für Fotografen ein sowie für faire Arbeitsbedingungen.
Im Jahr 1955 ließ er sich mit seiner Frau in Maryland nieder, übernahm die Redaktion des Chesapeake Skipper, eines renommierten Magazins für Yachtsmänner, benannte es um in The Skipper und leitete es erfolgreich 14 Jahre lang. In der Zeit seiner Herausgeberschaft stiegen die Abonnements von 1.500 auf 50.000 und in dieser Zeit wurden auch die zwei Töchter des Ehepaares geboren, Lee und Vicky. In der Absicht, sich zurückzuziehen und sich seinem Hobby, der Kunsttischlerei, zu widmen, übersiedelte Jorgensen mit seiner Familie 1968 in seinen Heimatstaat Oregon. Doch vermisste er rasch die journalistische Tätigkeit und gründete daraufhin gemeinsam mit seiner Frau den Telltale Compass, einen Newsletter für Bootsbesitzer. Nach zwanzig Jahren, im Jahr 1989, wurde der Newsletter verkauft und Jorgensen beschäftigte sich nunmehr voll und ganz mit dem handwerklichen Möbelbau. Eine Vielzahl seiner Fotografien aus den Kriegsjahren wurde unmittelbar nach 1945 publiziert und ausgestellt. In den 1990er Jahren, kurz vor dem 50-Jahr-Jubiläum des Kriegsendes, stieg das Interesse wieder deutlich an und er wurde eingeladen, in Astoria, Oregon, eine Ausstellung zu gestalten. Im Frühjahr 1994 suchte er gemeinsam mit seiner Frau Bilder aus und verfasste Bildbeschreibungen. Die Ausstellung erlebte er nicht mehr. Er starb kurz vor seinem 81. Geburtstag an den Folgen einer Krebserkrankung.

## Fotografien

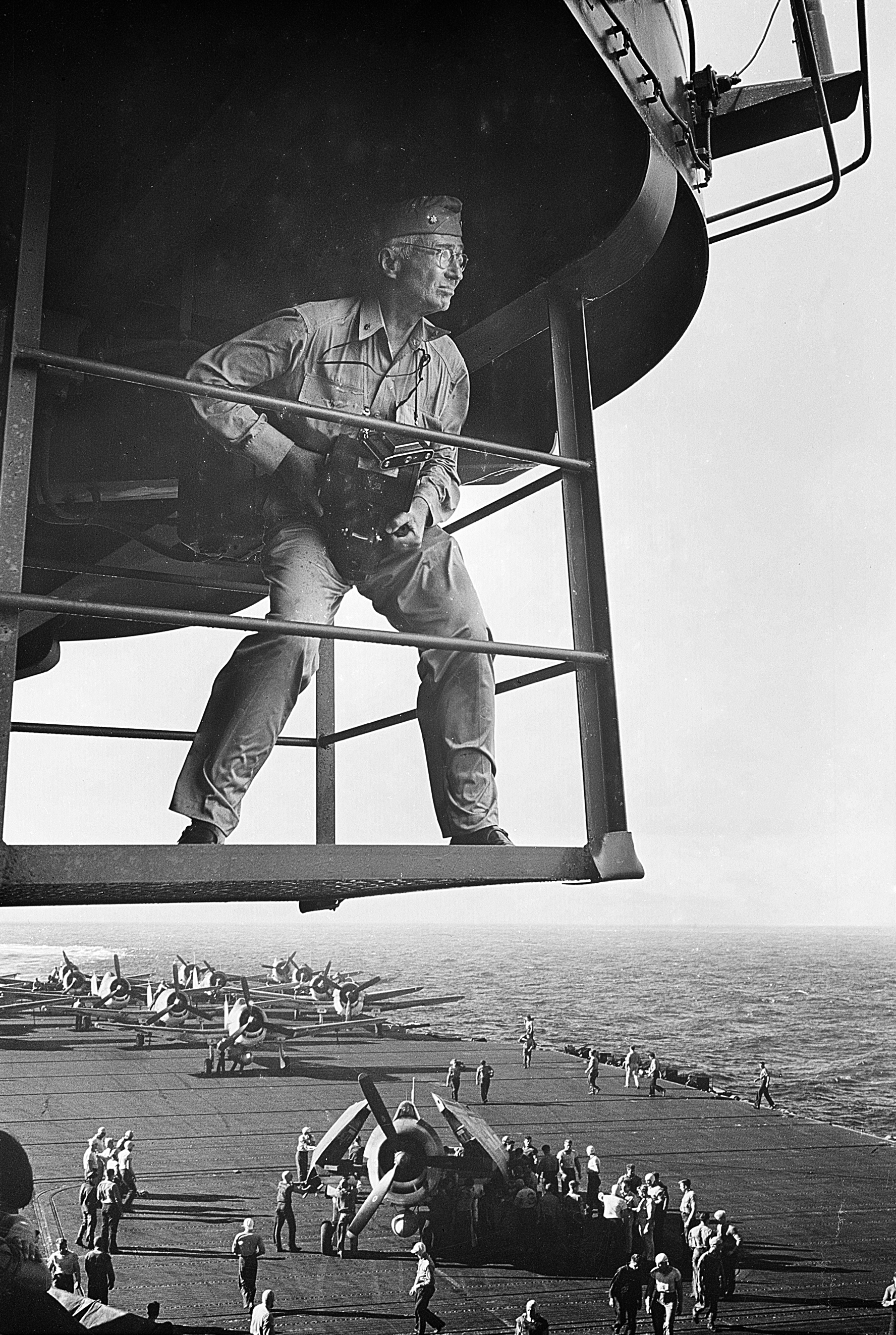
CDR Edward Steichen fotografiert über dem Deck des Flugzeugträgers Lexington, November 1943
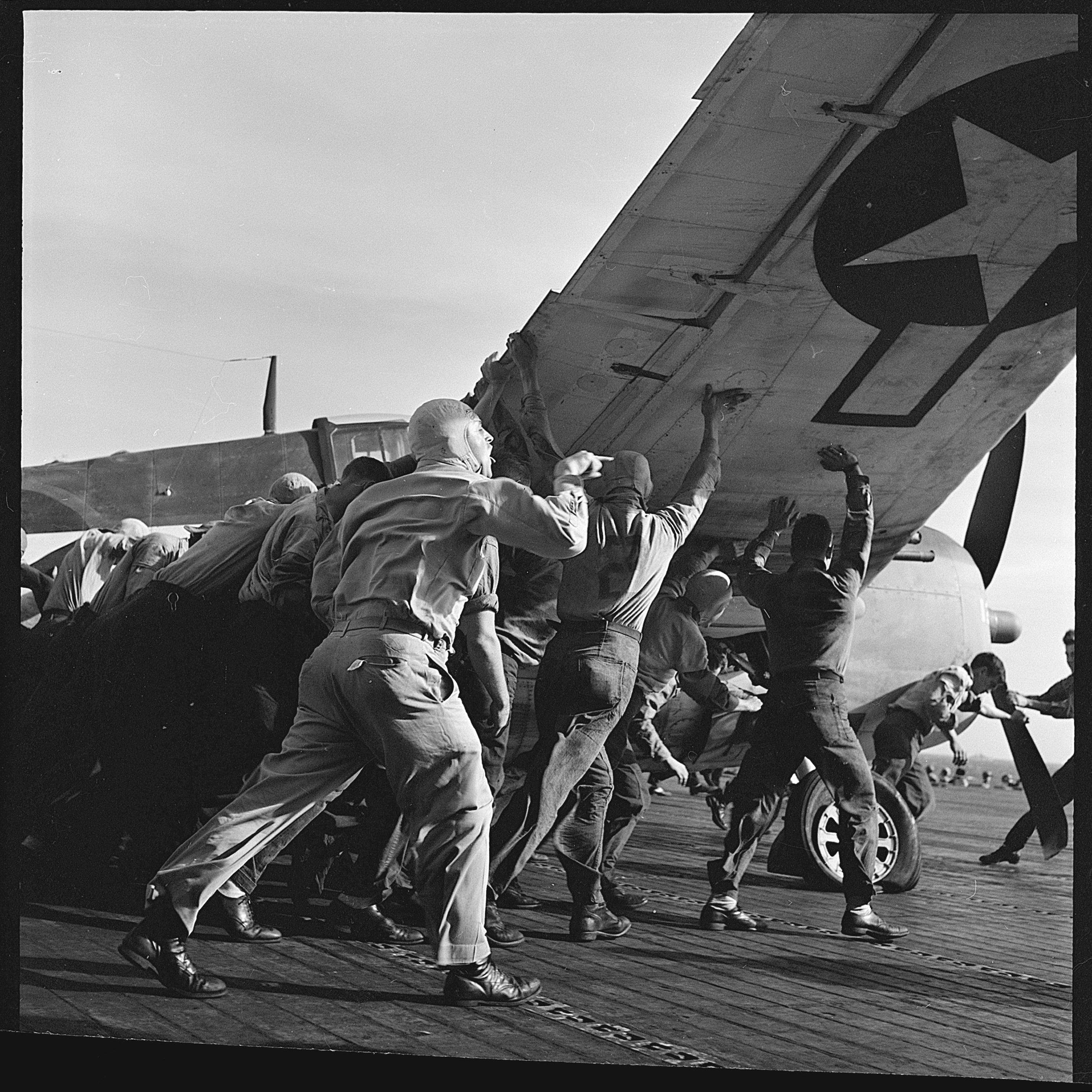
Marinesoldaten schieben, angefeuert von Ensign V. A. Prather, ein beschädigtes Flugzeug, Dezember 1943
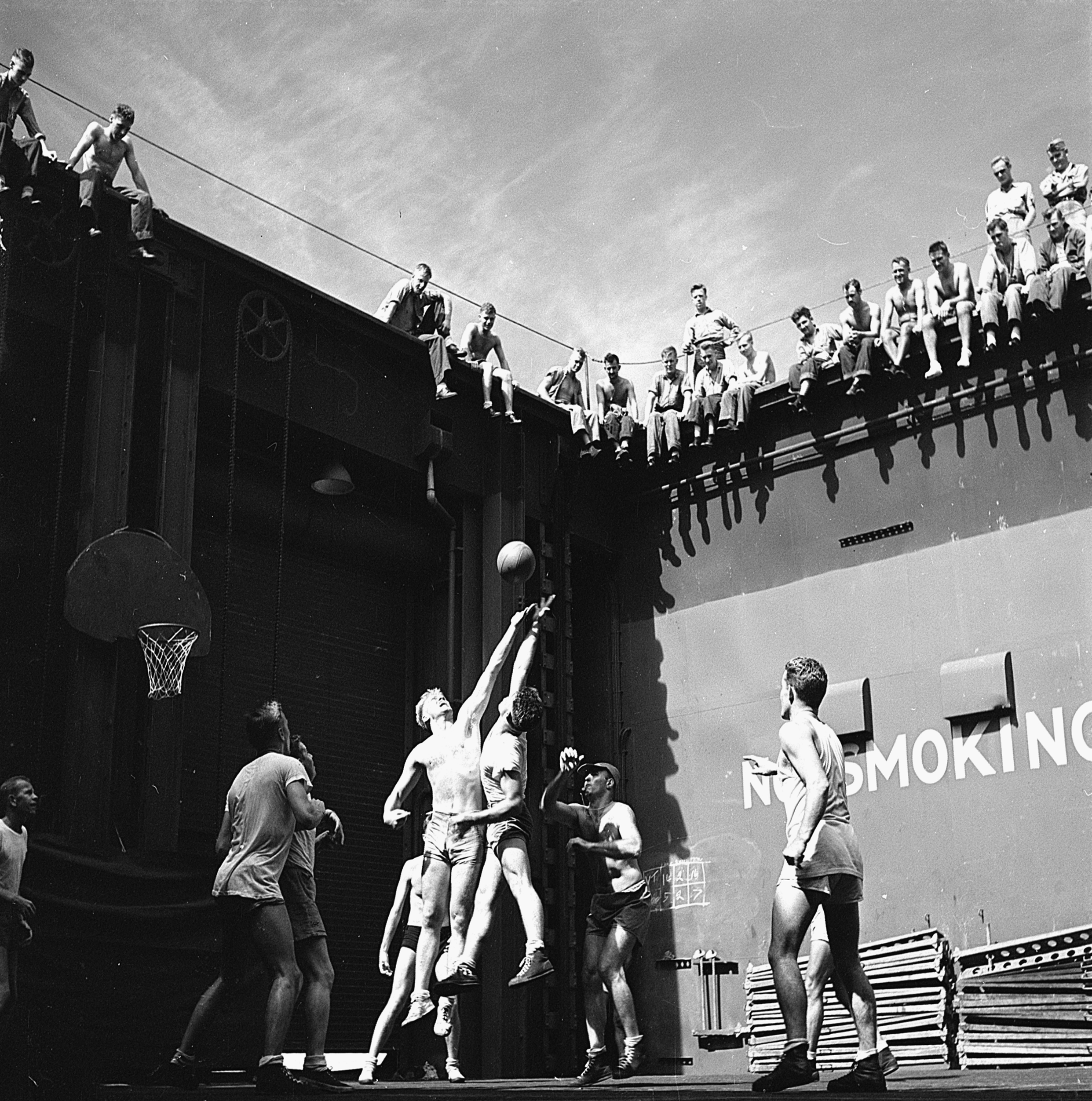
Der spätere Präsident der Vereinigten Staaten, Gerald Ford, spielt Basketball auf der Monterey, Juni 1944
Marinesoldat auf Ausgang vor einem Stand von Früchteverkäuferinnen in Manila, Mai 1945
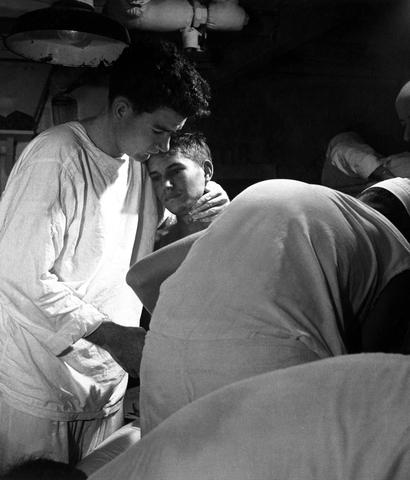
Auf der Solace, unterwegs von Okinawa nach Guam, werden die Wunden eines Soldaten versorgt, Mai 1945